# Evan Evagora
Evan Evagora (Melbourne, 10 agosto 1996) è un attore australiano, noto per aver interpretato il ruolo del Romulano Elnor nel franchise di Star Trek, nelle prime due stagioni della serie televisiva Star Trek: Picard.

## Biografia
Evan Evagora nasce a Melbourne, nello stato della Victoria, in Australia, figlio più giovane di Marie e Xristos, una copia di immigrati: la madre, di discendenza Maori, è arrivata in Australia quando aveva 20 anni, mentre il padre, è arrivato da Cipro all'età di tre. Cresce nella stessa Melbourne, dove frequenta la Kew Hight School. I suoi interessi scolastici comprendevano una particolare forma di box australiana e il football australiano. Dimostra inoltre interesse nel teatro, nella scrittura di un'opera teatrale nella quale interpreta la parte di Rove McManus.
Evan sembra inizialmente destinato a una percorrere una carriera sportiva, avendo vinto un campionato di boxe della Victoria e avendo giocato nella squadra del Fitzroy, sia in partite della Victorian Amateur Football Association che della Victorian Football Association.
Dopo la scuola passa un anno viaggiando con degli amici in Europa, dopo di che frequenta una scuola di cinema in South Melbourne, dove viene scoperto come modello da una compagnia che rappresenta modelli e attori, spostandosi successivamente a Sydney, dove intraprende la sua carriera di attore recitando in una piccola parte non accreditato nell'episodio Broken Bird della seconda stagione della serie Secret City, e successivamente a Los Angeles, dove, interpreta il ruolo di Nick Taylor nel film, diretto da Jeff Wadlow e distribuito nel febbraio 2020, Fantasy Island.
Nel 2020 compare nelle prime due stagioni della serie Star Trek: Picard, settima serie live action del franchise di fantascienza Star Trek e sequel della serie Star Trek: The Next Generation, che narra le avventure del capitano, ora ammiraglio, Jean-Luc Picard (Patrick Stewart), vent'anni dopo gli avvenimenti dell'ultimo film che l'ha visto protagonista, Star Trek - L'insurrezione, del 2002. Evan Evagora vi interpreta il ruolo del Romulano Elnor, un giovane guerriero esperto nell'uso della spada affiliato alla Qowat Milat, un ordine religioso femminile del quale non può fare parte essendo un maschio, ma da cui ha appreso tutte le tecniche di combattimento. In questo ruolo, Evagora è il primo australiano ad avere un ruolo da protagonista in una serie di Star Trek. Durante la seconda stagione, quando Picard e i suoi amici si trovano in un universo parallelo creato da Q, il personaggio di Elnor, divenuto cadetto dell'Accademia della Flotta Stellare, viene ucciso, facendo così uscire l'attore di scena. Il personaggio viene soprannominato "Space Legolas" dai trekkers su Internet, a causa delle sue similitudini con il personaggio di Legolas della saga de Il Signore degli Anelli, compreso lo stile del nome.
Nel 2022 dà voce e volto, in motion capture, al personaggio di Nicholas Furcillo nel videogioco della Supermassive Games, The Quarry.

## Filmografia

### Cinema
- Fantasy Island, regia di Jeff Wadlow (2020)

### Televisione
- Secret City - serie TV, episodio 2x04 (2019)
- Star Trek: Picard - serie TV, 15 episodi (2020-2022)
- Home and Away - serie TV, episodio 7566 (2021)

### Videogiochi
- The Quarry (2022)

## Trasmissioni televisive
- IMDb on the Scene - Interviews - talk show (2020) - ospite
- Q&Amy LIVE - talk show (2020) - ospite
- The Ready Room - talk show (2020-2022) - ospite
- Burning Questions - talk show (2022) - ospite
- Live with Dan Allen Gaming - talk show (2022) - ospite

## Doppiatori italiani
Nelle versioni in italiano delle opere in cui ha recitato, Eva Evagora è stato doppiato da: 
- Alessandro Campaiola in Star Trek: Picard